# Farrera
Farrera település Spanyolországban, Lleida tartományban. Farrera Alins, Les Valls de Valira, Tírvia, Llavorsí és Montferrer i Castellbò községekkel határos. Lakosainak száma 127 fő (2024).

## Népesség
A település népessége az utóbbi években az alábbiak szerint változott:
| Lakosok száma | 253  | 401  | 510  | 234  | 81   | 105  | 133  | 125  | 116  | 127  |
|               | 1717 | 1887 | 1936 | 1960 | 1986 | 2004 | 2009 | 2014 | 2019 | 2024 |